# Kunovice Airport
Kunovice Airport är en flygplats i Tjeckien. Den ligger i den östra delen av landet, 250 km sydost om huvudstaden Prag. Kunovice Airport ligger 177 meter över havet.
Terrängen runt Kunovice Airport är huvudsakligen platt, men västerut är den kuperad. Runt Kunovice Airport är det ganska tätbefolkat, med 207 invånare per kvadratkilometer. Närmaste större samhälle är Uherské Hradiště, 4,7 km norr om Kunovice Airport. Trakten runt Kunovice Airport består till största delen av jordbruksmark.